# 医療施設認定合同機構
医療施設認定合同機構 (Joint Commission) はアメリカ合衆国の501(c)認定非営利団体で、アメリカで21,000以上の医療施設と医療プログラムを認定している。
アメリカの多くの州は、医療機関がこれら認定を得ることをメディケア、メディケイドの適用条件としている。合同機構国際認定 (Joint Commission International , JCI) として、米国外の医療機関も認定している。
前称は Joint Commission on Accreditation of Healthcare Organizations (JCAHO)、旧称は Joint Commission on Accreditation of Hospitals (JCAH) であった。

## 歴史
- 1918年 - Ernest Amory Codman 医師がアメリカ外科学会 Hospital Standardization Program を作成し、病院へ立ち入り調査を実施する。
- 1926年 - 18ページからなる基準マニュアルを作成する。
- 1950年 - 3200以上の病院が基準マニュアルを準拠する。
- 1951年 -  Joint Commission on Accreditation of Hospitals に改組する。
- 1964年 - 有料調査を開始する。
- 1965年 - メディケア法案が可決し、JCAHの認定病院はメディケア適用医療機関とみなされる。
- 1966年 - 長期ケアのための認定を開始する。
- 1970年 - 精神科施設設備の認定について、薬物乱用に対するプログラムやコミュニティ参画を盛り込んだ精神的健康プログラムを開始する。
- 1975年 - 外来医療施設の認定を開始する。
- 1983年 - ホスピスケア認定を開始する。
- 1987年 - Joint Commission on Accreditation of Healthcare Organizations に改組する。
- 1995年 - 病院、在宅、精神医療など各領域の評価を、看護視点から、重視すべき各機能行為に焦点をおいた評価体系へ変更する。
- 1998年 - Joint Commission International (JCI)  を設立する。
- 2004年 - 新しい認定プロセスと将来構想を発表する。